# Jan Tański
Jan Tański herbu Nałęcz (zm. w 1673) – instygator koronny w latach 1658–1673, wiceinstygator koronny od 1649, pisarz grodzki gnieźnieński od 1635, pisarz grodzki poznański od 1649/1650, dworzanin królewski, dyplomata.
Poseł na sejm 1655. W 1661 otrzymał ze skarbu francuskiego 4000 liwrów. W 1669 był elektorem Michała Korybuta Wiśniowieckiego z ziemi warszawskiej.
Był żonaty z Teofilą z Łukomskich, córką Jakuba i Urszuli ze Stawskich. Miał z nią czworo dzieci: Annę, Konstancję, która wyszła za starostę obornickiego Tomasza Tomickiego, Cecylię, późniejszą żonę stolnika gostynińskiego Jana Łączyńskiego, oraz syna Jana Stanisława.